# Eibenschütz Mordechai
Eibenschütz Mordechai (18. század) rabbi

## Élete
Jonathan Eibeschütz altonai főrabbi fia, a pozsonyi Theben Ábrahámnak veje. Nagy talmudtudós és művelt férfi volt. Az atyja ellen folytatott hajsza ő ellene is megnyilvánult (Eibenschütz Jonatánt azzal vádolták, hogy Sabbatáj Cévi követője volt) Pozsonyban, melynek közvéleménye az egész európai zsidóságot feldúló áldatlan harcban egy ideig az Eibenschützök mellett küzdött. Később Leidesdorf Zanvilnak mégis sikerült a hangulatot az Eibenschützök ellen irányítani. Az ő hajszája folytán 1761. peszach hetedik ünnepnapján a hitközség Eibenschützöt a börtönbe vetette. Leidesdorf maga bevallja egy levélben, hogy Eibenschütz ártatlan volt. Kiszabadulása után Stomfába menekült Arholz rabbi barátjához, s panaszt emelt Mária Teréziánál a hitközség ellen. Később öccsével, a híres Eibenschütz Wolffal együtt Drezdába ment, ahol zsinagógát alapítottak. Viharos életét ott fejezte be.